# Narciso Sordo

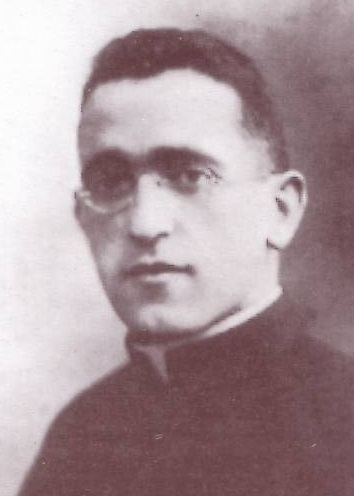
Narciso Sordo

Don Narciso Sordo (* 15. Januar 1899 in Castello Tesino; † 13. März 1945 im KZ Gusen II) war ein italienischer katholischer Geistlicher, der Partisanen der Resistenza unterstützt hatte und deshalb ein Opfer des Nationalsozialismus wurde.

## Leben
Narciso Sordo verbrachte seine Kindheit in Südtirol. Zu Beginn des Ersten Weltkriegs wurde sein Vater, ein Trienter Lehrer, aus Italien verbannt. Die Familie war gezwungen in Österreich zu leben und durfte erst nach dem Ende des Krieges in ihr Heimatland zurückkehren. Narciso Sordo lernte dort die deutsche Sprache. Er empfing die Priesterweihe und wurde Katechet in Trient und später Präfekt der Gymnasiasten im erzbischöflichen Kollegium. Anschließend stieg er zum Assistenten der Azione Cattolica auf. Bereits 1935 machte er keinen Hehl aus seiner Abneigung gegen Hitler. In Bozen wurde er Kooperator im Arbeiterviertel Don Bosco von Bozen.
Nach der Bombardierung Bozens floh er nach Tesino, wo er die Partisanengruppe Gherlenda unterstützte, die zur Garibaldi-Brigade gehörte. Im Oktober 1944 wurde er bei einer Razzia von den Nationalsozialisten verhaftet, jedoch wenige Tage später wieder entlassen. Einen Monat später wurde er erneut verhaftet und, unter der Anklage Partisanengruppen unterstützt zu haben, festgehalten. Er wurde mehr als 20 Tage lang gefoltert und anschließend über das Durchgangslager Bozen ins KZ Mauthausen gebracht. Dort kam er am 8. Januar 1944 an. Er soll während der Gefangenschaft seine Mitgefangenen unterstützt haben. Am 13. März 1945 starb er im Nebenlager KZ Gusen II während eines Luftangriffs der Alliierten beim Versuch zum einzigen Schutzraum des Lagers zu gelangen.

## Gedenken
- Von 1946 bis 1956 trug eine Bozener Grundschule (heute: San Filippo Neri) seinen Namen.[1]
- Neben dem Kremationsofen in einstigen Lager Gusen erinnert eine Gedenktafel an Narciso Sordo.
- 2003 wurde im Bozener Stadtteil Firmian nach ihm eine Straße benannt. Im Trienter Stadtviertel San Giuseppe ist ebenfalls eine Straße nach ihm benannt.